# 免許外教科担任
免許外教科担任（めんきょがいきょうかたんにん）は、中学校や高等学校等において、ある教科の授業を担任する教諭等が確保できない場合に、別の教科の教育職員免許状しか有していない教諭等にその教科の授業を担任することを特別に許可する制度。略称は免外（めんがい）。

## 概要
教育職員免許法は、教員の資質能力を制度的に担保して学校教育の目的を達成するため、同法第3条第1項において「教育職員は、この法律により授与する各相当の免許状を有する者でなければならない」と定めている（相当免許状主義）。
そして、同法第4条第5項において、中学校、高等学校等の教員の普通免許状は各教科ごとに授与するものと定めている。この結果、中学校、高等学校等で授業を担任しようとするならば、その教科ごとの免許を保有していなければならないことになる。
しかし、取りうる手段を尽くしてもある教科の免許状を有する教員を採用できない場合にあっては、免許状の授与権者である都道府県教育委員会は、校長、教諭等の申請に基づき、1年以内の期間に限って、当該教科の免許状を有しない教諭等がその授業を担任することを許可することができることとした（教育職員免許法附則第2条）。これを免許外教科担任という。

## 沿革
本制度は、1953年（昭和28年）の教育職員免許法改正（教育職員免許法及び教育職員免許法施行法の一部を改正する法律、昭和28年法律第92号）により導入された。つまり、1949年（昭和24年）の教育職員免許法制定当時は存在しておらず、相当免許状主義が貫徹されていた。
しかし、当時は終戦直後の時期で免許状を有する者が不足していたことに加えて学制改革により教員の需要が逼迫しており、また財政上の問題もあって、小規模な中学校や高等学校には十分な数の教員を配点できなかった。この結果、1人の教員が複数の教科を担当せざるを得ないこととなり、導入当時は中学校で2教科以内を担当している教員が52％、3教科を担当している教員が24％、4教科以上を担当している教員が23％存在したとされる。その場合、相当免許状主義の下では、複数教科を担任する教員が手間と費用をかけてその科目の免許状（又は臨時免許状）を取得しなければならない。この負担を避けるため、当分の間の措置として、やむを得ず導入したものとされている。

## 減少に向けた努力
そもそも本制度は、相当免許状主義の例外を認めるもので、教員の資質能力を制度的に担保しようとする目的を果たせなくなることから、抑制的に許可を行うべきとされている。文部科学省は都道府県教育委員会に対して、やむを得ない場合にのみ認め、教員間の持ち時間数の調整のため等、安易な許可を行わないように求めている。
また、免許外教科担任となった教諭は、自分の専門外の教科を担当することとなるため、通常よりも負担が重くなる。さらに、近年は各教科ごとの特質に応じた授業を行うことが各教師に求められており、専門性の観点からも免許外の授業を担任することは避けるべきであると考えられている。
しかし、これらの理由に加え、条文上も「当分の間」と定められているにもかかわらず、本制度は2023年時点においても制度としては廃止の動きはない。都道府県教育委員会が本制度による許可を認める理由としては、本制度が導入された1953年（昭和28年）当時と同様の小規模校の教員定数の問題だけではなく、少子化に伴う小規模校の増加、教員が病気休暇・育児休業中に入ったことでの人員不足、働き方改革に関しての教員間の勤務時間の平準化、近年推進されている少人数教育への対応等の理由がある。2022年（令和4年）5月には、同年から高等学校で必修科目となった情報の全担当教員のうち約16％が情報科目の免許状を持たず、免許外教科担任が活用されていることが広く報道されている。
ただし、本制度については文部科学省も是正を試みており、近年は免許状取得要件を変更して複数免許の取得を促進したり、大学間での連携・協力により教職課程を設置している大学を増加させたり、退職教員や民間人材が教壇に立てるよう免許状制度を弾力化したりするなど、本制度の許可の減少に取り組んでいる。次のグラフのとおり、免許外教科担任の都道府県教育委員会における許可件数は長期的に見れば大きく減少している。